# Merodon abruzzensis
Merodon abruzzensis är en tvåvingeart som först beskrevs av Goot 1969.  Merodon abruzzensis ingår i släktet narcissblomflugor, och familjen blomflugor.
Artens utbredningsområde är Italien. Inga underarter finns listade i Catalogue of Life.